# Bemidji State University
Bemidji State University är ett amerikanskt offentligt universitet som ligger i Bemidji i Minnesota och hade totalt 5 198 studenter (4 833 undergraduate students och 365 postgraduate students) för hösten 2017. Universitetet ingår i utbildningssystemet Minnesota State Colleges and Universities system.
Utbildningsinstitutionen grundades 1919 som Bemidji State Normal School. I slutet av 1910-talet var det brist på lärare i delstaten och delstatsregeringen bestämde då att lärosätet skulle 1921 bli ett college primärt för lärarstudenter och fick då namnet Bemidji State Teachers College. 1957 beslöt man att ta bort Teachers från namnet när man valde att bredda utbildningsutbudet och sedan 1975 har den haft sitt nuvarande namn.
Universitet tävlar med 14 universitetslag i olika idrotter via sin idrottsförening Bemidji State Beavers.

## Alumner
| Idrottare - Brad Hunt - Jim McElmury - Andrew Murray | - Joel Otto - Matt Read - Owen Sillinger - Zach Whitecloud |